# Alleen de wind weet
Alleen de wind weet is de eerste en enige single van het album La fille noyée van Wende Snijders. Het titelnummer is een duet met Huub van der Lubbe (zanger van De Dijk). Het duet behaalde geen notering in de hitlijsten. Op de single staan drie extra nummers. La Valse À Mille Temps (live) stond eerder op de promotie single La Vie en Rose. Je Chante stond ook op de bonusdisc die in beperkte oplage bij het album La fille noyée verkrijgbaar was. La Fleur d'Istanbul (Gnossienne No.1) is een korte demoversie van het nummer La Fleur d'Istanbul dat op La fille noyée staat. Het officiële nummer van uitgave is BIS 103.

## Tracklist
1. Alleen De Wind Weet (Radio Edit) (4:47)
2. La Valse À Mille Temps (live) (4:07)
3. Je Chante (3:05)
4. La Fleur d'Istanbul (Gnossienne No.1) (0:39)